# Kosmos 656

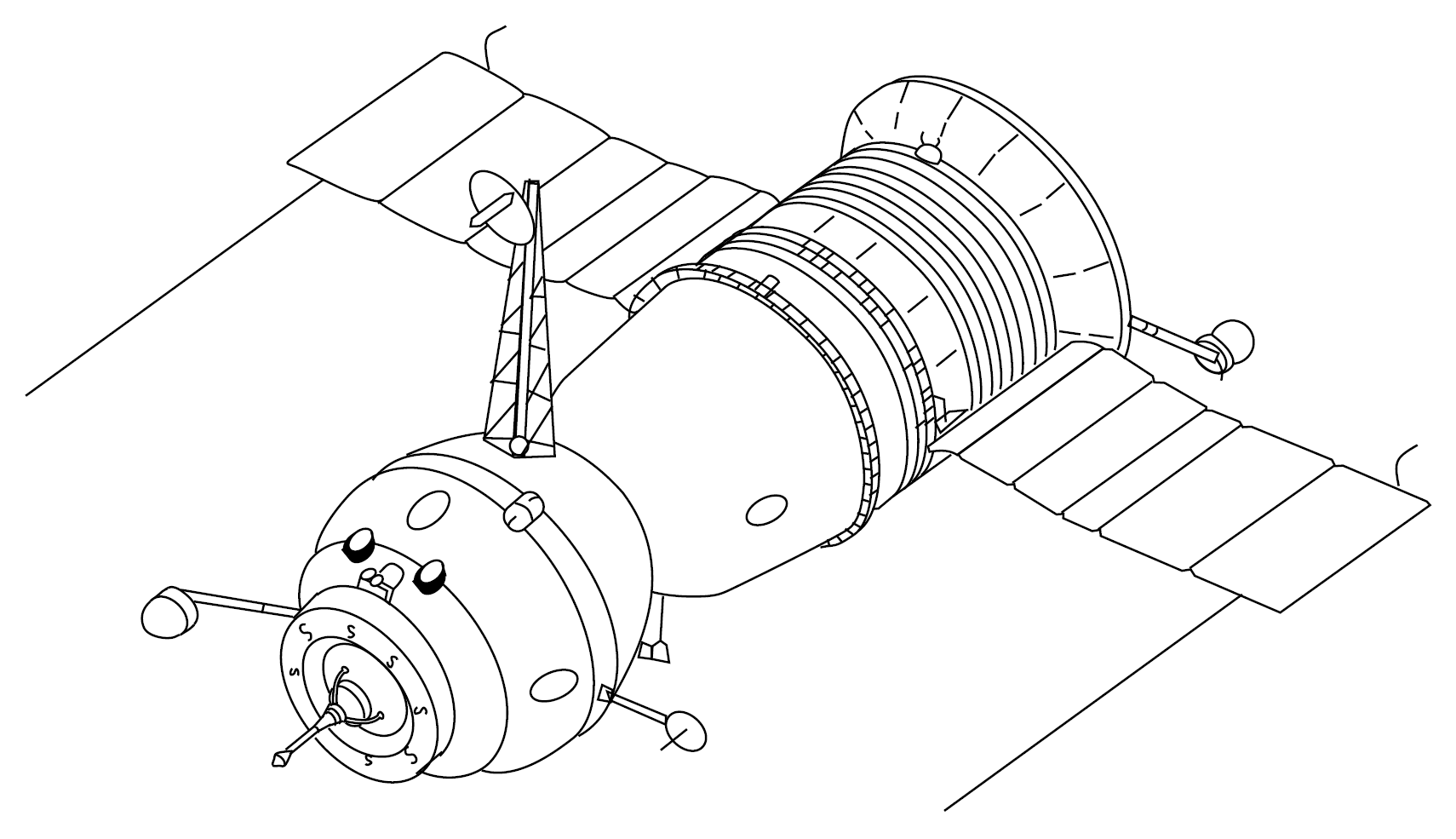
Statek Sojuz 7K-T

Kosmos 656 (ros. Космос-656) – bezzałogowy lot kosmiczny w ramach programu Sojuz. Był to pierwszy lot z wykorzystaniem modelu statku Sojuz 7K-T/A9, przystosowanego do dokowania do wojskowych stacji kosmicznych programu Ałmaz. Misja trwała 2 dni, zakończyła się lądowaniem 29 maja 1974.